# Tooms Lake
Tooms Lake är en sjö i Australien. Den ligger i delstaten Tasmanien, i den sydöstra delen av landet, omkring 81 kilometer nordost om delstatshuvudstaden Hobart. Tooms Lake ligger 466 meter över havet. Arean är 6,2 kvadratkilometer. Den sträcker sig 3,9 kilometer i nord-sydlig riktning, och 4,5 kilometer i öst-västlig riktning.
I omgivningarna runt Tooms Lake växer i huvudsak städsegrön lövskog. Trakten runt Tooms Lake är nära nog obefolkad, med mindre än två invånare per kvadratkilometer. Genomsnittlig årsnederbörd är 596 millimeter. Den regnigaste månaden är november, med i genomsnitt 89 mm nederbörd, och den torraste är augusti, med 37 mm nederbörd.